# 투명 인간의 사랑
《투명 인간의 사랑》(영어: Memoirs of an Invisible Man)은 미국에서 제작된 존 카펜터 감독의 1992년 코미디 드라마 영화이다. H. F. 세인트의 동명 소설을 바탕으로 제작되었다. 체비 체이스, 대릴 해나 등이 출연하였고, 브루스 보드너 등이 제작에 참여하였다.

## 출연
- 체비 체이스
- 대릴 해나
- 샘 닐
- 마이클 매키언
- 스티븐 토볼라우스키
- 짐 노턴
- 폴 페리
- 리처드 엡카
- 스티븐 바
- 그레고리 폴 마틴
- 퍼트리샤 히턴
- 로절린드 차오
- 셰이 더핀
- 샘 앤더슨
- 엘런 앨버티니 다우
- 립 헤이트
- 에런 러스티그

## 기타 제작진
- 배역: 샤론 하워드필드
- 미술: 로런스 G. 폴
- 의상: 조 I. 톰프킨스
- 특수 효과: 브루스 니컬슨

## 우리말 녹음
SBS 성우진 (2004년 7월 9일)
- 김세한 - 닉 핼러웨이(체비 체이스)
- 윤소라 - 앨리스 먼로(대릴 해나)
- 설영범 - 젱킨스(샘 닐)
- 탁원제
- 조동희
- 이윤선
- 윤기황
- 김혜경
- 박상훈
- 송덕희
- 홍승섭
- 김수중
- 김필진